# Aku Louhimies

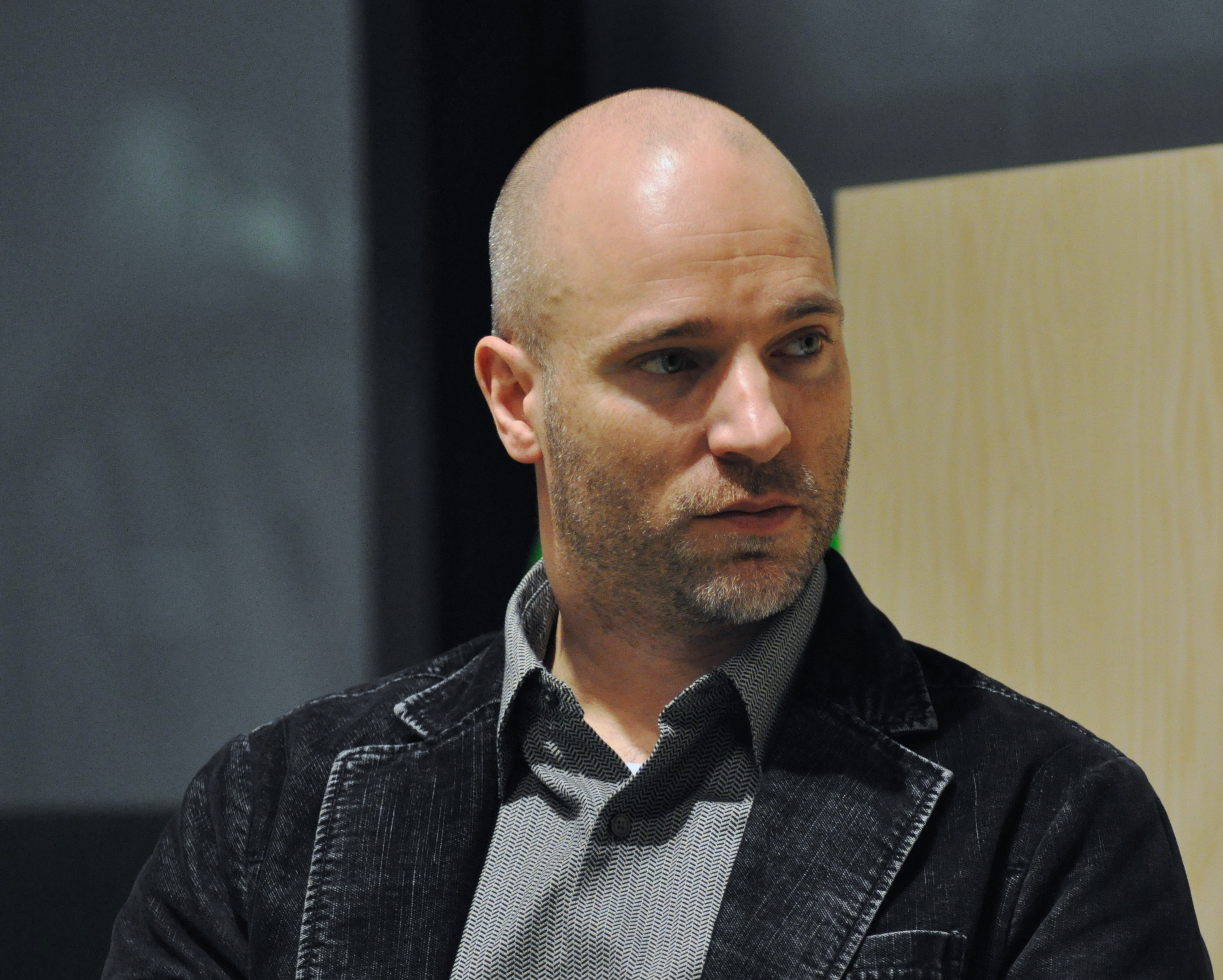
Aku Louhimies (2009)

Aku Louhimies (né le 3 juillet 1968 à Helsinki en Finlande) est un réalisateur, Producteur et scénariste finlandais.

## Biographie
Aku Louhimies est né en 1968 à Helsinki en Finlande. Il est principalement connu pour avoir réalisé dans Paha maa, Vuosaari et Levottomat, ainsi que la série télévisée Isänmaan toivot. Il a gagné de nombreux prix dans sa carrière, dont plusieurs Jussis.

## Filmographie

### Films
| Année | Film                                 |
| ----- | ------------------------------------ |
| 2000  | Levottomat                           |
| 2002  | Kuutamolla                           |
| 2005  | Paha maa                             |
| 2006  | Valkoinen kaupunki                   |
| 2006  | Riisuttu mies                        |
| 2008  | Käsky                                |
| 2011  | 60 Seconds of Solitude in Year Zero  |
| 2012  | Vuosaari                             |
| 2013  | 8-Pallo                              |
| 2017  | Unknown Soldier (Tuntematon sotilas) |

### Séries télévisées
| Année     | Série télévisée                |
| --------- | ------------------------------ |
| 1998      | Tähtitehdas                    |
| 1996-1998 | Kotikatu                       |
| 1998-1999 | Sydänten akatemia              |
| 1999      | Elämä on näytelmä (Mini-série) |
| 1998-2002 | Isänmaan toivot                |
| 2003      | Irtiottoja                     |
| 2014      | Uusi päivä                     |
| 2016      | Rebellion                      |

### Documentaires
| Année | Documentaire                      |
| ----- | --------------------------------- |
| 1991  | Vastauksena valtaus (court)       |
| 1993  | Pikkusisko (court)                |
| 1995  | Sinkkuristeily (court)            |
| 1995  | Ratkaisun paikka                  |
| 1996  | Urpon ja Turpon salaisuus (court) |
| 2008  | Uneternal City                    |

### Courts métrages
| Année | Court métrage                    |
| ----- | -------------------------------- |
| 1992  | Minun punainen palloni           |
| 1992  | Antakaa eläinten nukkua rauhassa |
| 1996  | Juna                             |
| 1996  | Sirpaleita                       |
| 1998  | Iso poika                        |
| 1998  | Ensi tiistaina Brahmsia          |
| 2007  | Talolliset.fi                    |
| 2008  | Late Fragments                   |
| 2010  | Dreamland (film, 2010)           |
| 2010  | Vapaapäivä                       |

### Vidéos
| Année | Vidéo                         |
| ----- | ----------------------------- |
| 2001  | Ultra Bra: Videot 1996 - 2001 |
| 2012  | Stranger: The Rasmus (court)  |

## Récompenses et distinctions
- Prix national de la cinématographie, 2005